# Biblioteca de Sonhos
Biblioteca de Sonhos é o álbum de estreia da banda de rock brasileira Cogumelo Plutão, produzido por Paulo Ivanovitch, tendo a concepção artística toda composta por Blanch Van Gogh. Lançado em 2000, o álbum chegou a vender 150 mil cópias em apenas um mês de lançamento, após a música "Esperando na Janela" entrar no topo das paradas das execuções radiofônicas. O segundo single do álbum foi "Garota de Brasília", que atingiu o top 5 das execuções em rádios brasileiras.
O álbum foi um sucesso de vendagens devido à faixa "Esperando na Janela" ter entrado na trilha sonora da telenovela Laços de Família, da TV Globo, vendendo dois milhões e meio de unidades no Brasil, sendo recordista de vendagens na época. O álbum foi certificado com disco de ouro pela Associação Brasileira de Produtores de Discos (ABPD). O álbum foi gravado em parte nos estúdios da Boom! Records e Discovery, sendo finalizado nos estúdios da antiga gravadora RCA Records, no Rio de Janeiro.

## Faixas
| N.º | Título                                   | Compositor(es)                                                  | Duração |  |
| 1.  | "Esperando na Janela"                    | Blanch Van Gogh                                                 |         |  |
| 2.  | "Garota de Brasília"                     | Blanch Van Gogh                                                 |         |  |
| 3.  | "Retratos da Adolescência"               | Blanch Van Gogh                                                 |         |  |
| 4.  | "Sozinho No Universo"                    | Blanch Van Gogh                                                 |         |  |
| 5.  | "Longe De Mim"                           | Blanch Van Gogh                                                 |         |  |
| 6.  | "Matemática"                             | Blanch Van Gogh / Leo Clark / Paulo Ivanovitch / Rogerio Tomich |         |  |
| 7.  | "Disk-Sex"                               | Blanch Van Gogh                                                 |         |  |
| 8.  | "Você Foi"                               | Blanch Van Gogh                                                 |         |  |
| 9.  | "Pitboys"                                | Blanch Van Gogh                                                 |         |  |
| 10. | "Estátuas No Jardim"                     | Blanch Van Gogh                                                 |         |  |
| 11. | "Sem Você"                               | Blanch Van Gogh                                                 |         |  |
| 12. | "Do Outro Lado da Montanha"              | Blanch Van Gogh                                                 |         |  |
| 13. | "Quando Você Vier"                       | Blanch Van Gogh                                                 |         |  |
| 14. | "Barril dos Porcos"                      | Blanch Van Gogh                                                 |         |  |
| 15. | "Biblioteca de Sonhos" (Bônus)           | Blanch Van Gogh                                                 |         |  |
| 16. | "Esperando na Janela (Acústico)" (Bônus) | Blanch Van Gogh                                                 |         |  |

## Vendas e certificações
| Região | Certificados | Unidades / vendas |
| ------ | ------------ | ----------------- |
| Brasil | Ouro (ABPD)  | 150,000           |